# Wertach Vital

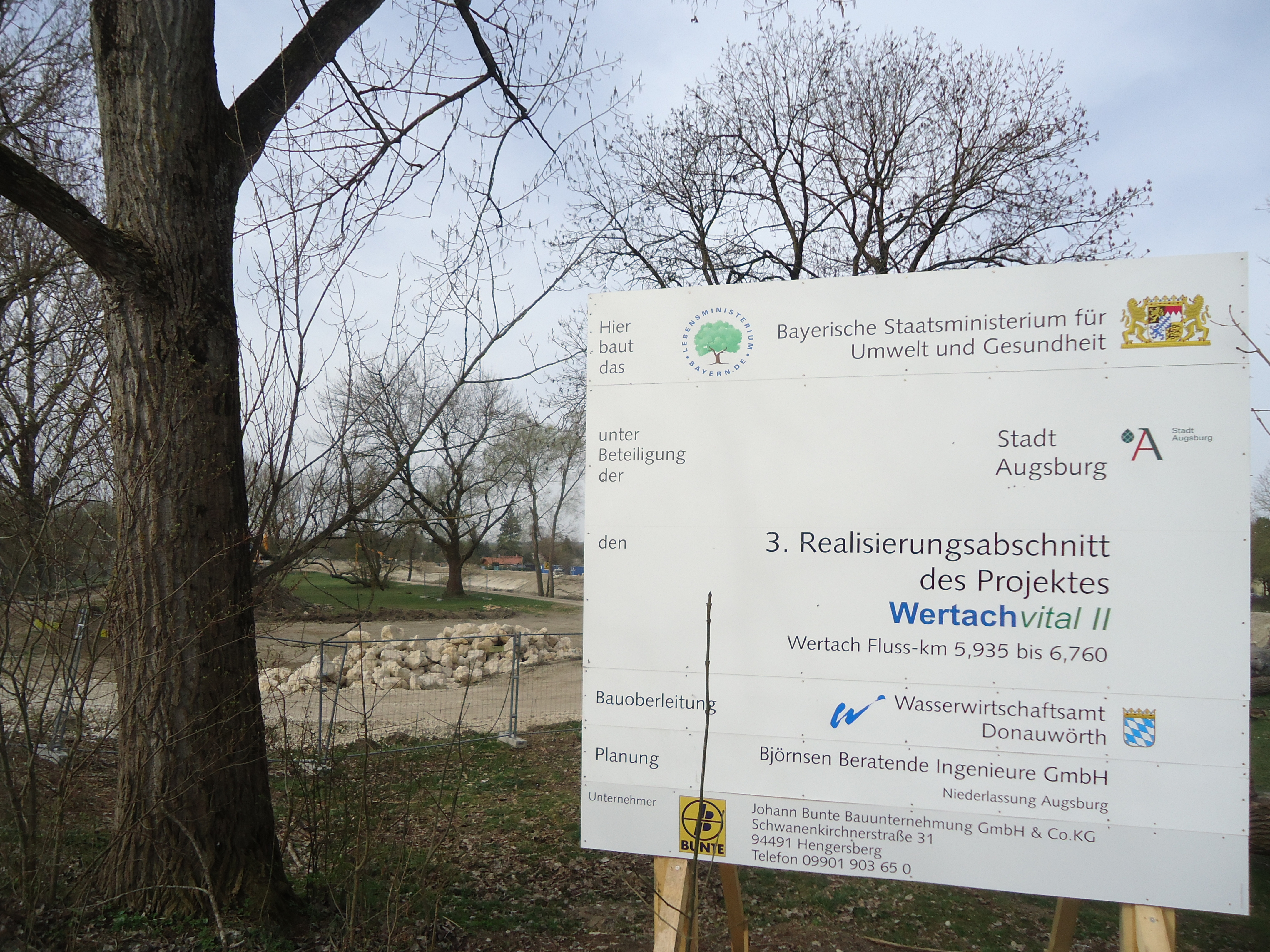
Bautafel von Wertach vital (2014)

Wertach vital ist ein Gewässerschutzprojekt des Freistaates Bayern und der Stadt Augsburg, dessen erklärtes Ziel es ist, die Wertach auf den etwa 14 Kilometern vor der Mündung in den Lech wieder in einen naturnahen Zustand zu versetzen. Seit dem Jahr 2000 wurden zu diesem Zweck verschiedenen Baumaßnahmen vorgenommen. Dazu zählen im Wesentlichen die Gewässeraufweitung, der Umbau von Wehranlagen und Deichen sowie die Schaffung von Retentionsräumen. Die Bauoberleitung obliegt dem Wasserwirtschaftsamt Donauwörth. Bis 2015 wurden rund 30 Millionen Euro verbaut.

## Ausgangslage
Im 19. Jahrhundert wurde das Flussbett begradigt und kanalisiert, Auwälder und weitreichende Kiesbänke beseitigte man. Die Folgen waren daraufhin eine Zunahme der Fließgeschwindigkeit und Schleppkraft des Flusses. Bei Hochwasser fehlten Überschwemmungsgebiete, sodass häufig Siedlungsflächen betroffen waren. Besonderen Anstoß für die Planungen lieferte das Pfingsthochwasser im Jahr 1999.

## Projektziele
Die grundsätzlichen Ziele von Wertach vital sind:
- Schutz vor Hochwasser
- Stabilisierung der Gewässersohle
- Verbesserung des ökologischen Zustands
- Verbesserung der Erholungsfunktion und der Zugänglichkeit für die Bevölkerung

## Projektabschnitte

Projektabschnitte von Wertach vital im Stadtgebiet Augsburg

Das Projekt umfasst die letzten rund 14 Kilometer vor der Lechmündung. Die Strecke wurde in drei Abschnitte (Wertach vital I bis III) aufgeteilt:
Wertach vital I
Das Projekt beginnt am Stausee zwischen Bobingen und Inningen und reicht über etwa mehr als 5 km bis zum Ackermannwehr in Göggingen.
Wertach vital II
Die Wertach zwischen dem Ackermannwehr und der Brücke an der Bürgermeister-Ackermann-Straße bildet mit einer Länge von mehr als 4 km den zweiten Abschnitt von Wertach vital.
Wertach vital III
Der dritte Abschnitt hat eine Länge von rund 4 km und beginnt südlich der Brücke an der Bürgermeister-Ackermann-Straße und reicht bis zur Mündung in den Lech.

## Projektablauf

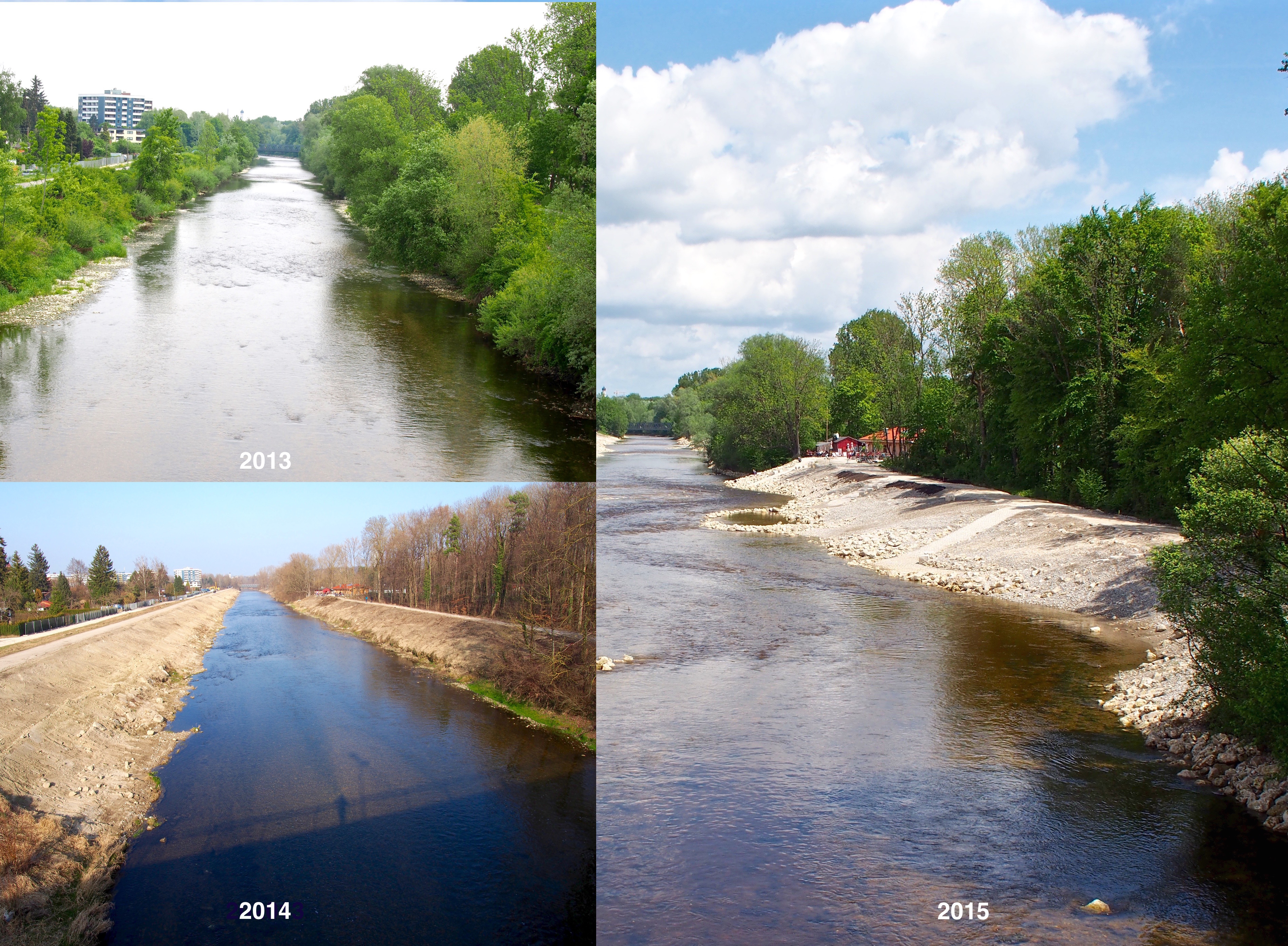
Wertachufer des Gögginger Wäldchens zwischen der Bundesstraße 17 und Kulperhütte; Vergleich 2013 bis 2015 kurz vor dem Abschluss der Baumaßnahmen

Das Projekt nahm 1997 seinen Anfang. Im ersten Schritt wurden in den folgenden Jahren für die Abschnitte I und II unter Beteiligung von Bürgergruppen Konzepte entwickelt und eine Planung ausgearbeitet. Am 20. Oktober 2000 starteten die Bauarbeiten im Abschnitt I mit dem Spatenstich. Die Umsetzung des ersten Abschnittes umfasste mehrere Einzelmaßnahmen und dauerte insgesamt bis 2015.
Die Arbeiten im Abschnitt Wertach vital II begannen mit dem Bau der Musterstrecke in Pfersee im Jahr 2004. Bis 2006 wurde dann der erste Teil zwischen der Bürgermeister-Ackermann-Straße und der Luitpoldbrücke fertiggestellt. Unmittelbar danach starteten die Arbeiten zwischen der Luitpoldbrücke und der Localbahnbrücke. 2008 konnte auch dieser Teil abgeschlossen werden. Der Abschnitt zwischen der Localbahnbrücke und der Brücke über die Bundesstraße 17 wurde 2012 in Angriff genommen und bis 2015 in zwei Schritten vollständig umgebaut. Der Lückenschluss zwischen Ackermannwehr und der Brücke über die Bundesstraße 17 sollte ursprünglich ab 2017 umgebaut werden. Aufgrund zahlreicher Einwände gegen die ursprünglichen Planungen verzögerte sich der Ablauf allerdings erheblich. Umstritten waren insbesondere die Folgen der Hochwasserschutzmaßnahmen für den Grundwasserspiegel sowie der Deichverlauf im Bereich des Gögginger Luftbades. Angestrebt wurde anschließend eine Genehmigung für etwa Mitte 2021 und eine Bauzeit von Herbst 2022 bis Ende 2024. Aufgrund weiterer Verzögerungen konnte das Planfeststellungsverfahren jedoch erst im Frühjahr 2022 abgeschlossen werden. Wann die Arbeiten zwischen Ackermannwehr und der Brücke über die Bundesstraße beginnen, wurde noch nicht bekannt gegeben.
2020 startete das Wasserwirtschaftsamt mit den Planungen für die Realisierung von Wertach vital III. Im Rahmen einer Machbarkeitsstudie mit intensiver Öffentlichkeitsbeteiligung soll bis Ende 2022 eine grundlegende Planung aufgestellt werden. Die Machbarkeitsstudie wurde 2024 veröffentlicht. Ein genauer Zeitplan für die weiteren Schritte steht noch nicht fest. Nach Angaben des Wasserwirtschaftsamtes ist aber mit einer ähnlichen Dauer wie bei Wertach vital II zu rechnen.